# 笑って笑って大合戦
『笑って笑って大合戦』（わらってわらってだいがっせん）は、1965年から1968年までNET（現：テレビ朝日）系列の毎年12月31日に放送された特別番組（演芸番組）である、全4回。ロッテの一社提供。
なお1966年からは、冒頭に『恒例』を加えた『恒例 笑って笑って大合戦』（こうれい - ）というタイトルで放送された。

## 概要
NETのお笑い番組『大正テレビ寄席』『日曜演芸会』『テレビ演芸場』の出演者の中から、人気のあったメンバーをよりすぐり、笑いをたっぷり楽しんでもらおうという番組。「寄席ブーム」の最中に放送した、当時では珍しい『NHK紅白歌合戦』の対抗番組。

## 放送時間
- 一貫して、21:00 - 23:45（JST）

## 司会
- 牧伸二

## 出演寄席芸人

### 1965年
- 初代林家三平
- ドンキーカルテット - この年のみ司会も兼任。
- Wけんじ
- 若井はんじ・けんじ
- 獅子てんや・瀬戸わんや
- 漫画トリオ
- 小野栄一
- ほか[2]

### 1966年
- 晴乃チック・タック
- ザ・ドリフターズ
- 獅子てんや・瀬戸わんや
- Wけんじ
- てんぷくトリオ
- 2代目三遊亭歌奴
- コロムビア・トップ・ライト
- トリオ・ザ・パンチ
- ドンキーカルテット
- 漫画トリオ
- 『日曜演芸会』の「お笑い七福神」メンバー（三笑亭夢楽、5代目月の家円鏡など）
- ほか[3]

### 1967年
- Wけんじ
- 漫画トリオ
- コロムビア・トップ・ライト
- 晴乃ピーチク・パーチク
- 三遊亭歌奴
- 「お笑い七福神」メンバー
- 小野栄一
- ザ・ドリフターズ
- てんぷくトリオ
- トリオ・ザ・パンチ
- ドンキーカルテット
- トリオ・スカイライン
- ほか[4]

### 1968年
- ドンキーカルテット
- トリオ・スカイライン
- 晴乃チック・タック
- 桂高丸・菊丸
- かしまし娘
- てんぷくトリオ
- ナンセンストリオ
- コロムビア・トップ・ライト
- 獅子てんや・瀬戸わんや
- ミュージカルぼーいず
- 桂歌丸
- 初代柳亭小痴楽
- 三遊亭小圓遊
- ほか[5]

## 公開場所
- 1965年は「東横ホール」で公開、1968年は新宿コマ劇場で公開した。他の2回は不明。